# Kamnolom (Seliškar)
Kamnolom (1928) je kratka štiridejanska tragedija. Je izrazito socialna drama. Dogaja se v rudarskem mestu, a so delavske razmere prikazane samo obrobno.
Glavno vlogo ima osebna nesreča minerja Milana. Njegova žena Liza ga vara z obratovodjo Alfredom. Delavci obratovodje ne marajo, ker je do njih brezobziren in krut. Proti njemu celo skličejo shod, on pa se odloči, da pošlje minerja Milana v bosenske kamnolome, da bi v Milanovi odsotnosti lažje ljubimkal z njegovo ženo. Toda Milan se na dan odhoda v Bosno hudo ponesreči, postane gluh in slep, njegov obraz pa je iznakažen. Prizadet je tudi njegov um. Sledijo psihološki in moralni zapleti mlade žene, ki je razpeta med slaboumnim možem in gosposkim ljubimcem. Alfred se pred jezo rudarjev umakne na Dunaj, na skrivaj se vrne k Lizi. Med erotičnim pijančevanjem Liza sklene, da se znebi moža in zbeži z Alfredom. Milana umori vpričo ljubimca, ta pa se je potem hoče otresti. Pove ji, da je bila le ena izmed mnogih drugih žensk, da je ni nikoli zares ljubil. Alfred se od nje hladno in brezobzirno poslovi, množica pa v tem času vdere v hišo. Delavke se maščujejo Lizi, ki pod njihovimi pestmi umre.

## Vir
- France Koblar, Slovenska dramatika 2. Ljubljana: Slovenska matica, 1973. (COBISS)